# Wolfgang Kosack
Wolfgang Kosack (29. oktober 1943 i Berlin) er en tysk egyptolog, koptolog og forfatter. 
Wolfgang Kosack fik doktorgrad i 1970 ved universitetet i Bonn med arbejdet Die Legende im Koptischen, Undersøgelser om Folk Litteratur af Egypten (The Legend i koptisk). Han oversatte blandt andet gamle koptiske skrifter; I flere år arbejdede han med Moustafa Maher som redaktør, ved det tysk-arabiske kulturmagasin Armant, udgivet af Helmut Birkenfeld. Han bor og arbejder i Berlin. 